# Сафакулево
Сафаку́лево — село в Курганской области, административный центр Сафакулевского района и Сафакулевского сельсовета.

## География
Расположено на берегах нескольких озёр: Каксарлы, Камышево, Сафакулево. Расстояние до железнодорожной станции Щучье (на линии Челябинск — Курган) 32 км. Расстояние до областного центра (город Курган) 210 км.

## История
Основано в 1782 году татарином Сафой Юмагуловым. Названием село обязано по легенде первопоселенцу Сафе Юмагулову, именем которого названо озеро Сафакуль, что в переводе на русский означает «озеро Сафы». На самом деле произошло от названия озера Сафакуль, «саф» — чистый, прозрачный, «куль» — озеро, то есть чистое озеро.
В годы Советской власти в с. Сафакулево был колхоз им. Жданова.

## Население
| 1926  | 1939  | 1959  | 1970  | 1979  | 1989  | 2002  |
| ----- | ----- | ----- | ----- | ----- | ----- | ----- |
| 991   | ↗2053 | ↗2802 | ↗3511 | ↗3853 | ↗4557 | ↘4286 |
| 2010  | 2021  |       |       |       |       |       |
| ↘3629 | ↘3453 |       |       |       |       |       |

По итогам переписи населения 2020 года: татары — 54,5 %, русские — 24 %, башкиры — 15,4 %. 
По данным переписи 1926 года население д. Сафакулево (Старо-Контонская) составляло 991 чел., в том числе 486 чел. мужского пола и 505 чел. женского пола; по национальности татары 966 чел., русские 24 чел. Население д. Каксарлина (Барангулова) составляло 754 чел., в том числе 368 чел. мужского пола и 386 чел. женского пола; по национальности татары 728 чел., русские 22 чел.
В селе проживают в основном татары (60%), русские , башкиры , российские немцы. Большинство коренного населения — татары и башкиры. Татары носители сафакулевского наречия среднего диалекта татарского языка. Это наречие отличается тем, что в его основе лежит западный, мишарский диалект, но под влиянием соседей (сибирских татар и башкир) мишарские черты нивелировались. Башкиры говорят на восточном диалекте башкирского языка.

## Сафакулевский сельсовет
- Образован в 1919 году в Карасевской волости Челябинского уезда
- Постановлениями ВЦИК от 3 и 12 ноября 1923 года в составе Челябинского округа Уральской области РСФСР образован Сарт-Калмыкский район, с центром в д. Сулюклино. В его состав вошло 15 сельсоветов, в том числе Сафакулевский сельсовет.
- Постановлением Президиума Уралоблисполкома от 7 апреля 1924 года Сарт-Калмыкский район переименован в Яланский с перенесением центра в с. Мартыновка.
- Постановлением Президиума Уралоблисполкома от 15 сентября 1926 года центр района перенесён в с. Сафакулево. Перенос утверждён Постановлением ВЦИК от 4 ноября 1926 года.
- Постановлением ВЦИК от 20 апреля 1930 года Яланский район ликвидирован, большая часть территории передана в состав образованного Ялано-Катайского района с центром в Сафакулево.
- Постановлением ВЦИК от 17 января 1931 года Ялано-Катайский район вошёл в состав образованной Челябинской области.
- Указами Президиума Верховного Совета РСФСР от 12 ноября и 17 декабря 1940 года Ялано-Катайский район упразднён, территория разделена между Альменевским и Сафакулевским районами.
- Указом Президиума Верховного Совета РСФСР от 6 февраля 1943 года Сафакулевский район вошёл в состав образованной Курганской области.
- Указом Президиума Верховного Совета РСФСР от 1 февраля 1963 года Сафакулевский район упразднён, территория передана в укрупнённый Щучанский сельский район.
- Указом Президиума Верховного Совета РСФСР от 12 января 1965 года вновь образован Сафакулевский район.

В настоящее время в Сельское поселение Сафакулевский сельсовет входят с. Сафакулево и д. Киреевка. Население 3541 чел. (2012).

## Религия
Мечети
- Мечеть

Православные храмы
- Церковь Воскресения Христова